# Майк Буснюк
Майк Буснюк (англ. Mike Busniuk, нар. 13 грудня 1951, Тандер-Бей) — канадський хокеїст, що грав на позиції захисника. Згодом — хокейний тренер.
Молодший брат Рона Буснюка.

## Ігрова кар'єра
Професійну хокейну кар'єру розпочав 1974 року.
1971 року був обраний на драфті НХЛ під 67-м загальним номером командою «Монреаль Канадієнс». 
Майк Буснюк єдиний в історії АХЛ гравець, який вигравав Кубок Колдера чотири сезони поспіль з 1976 по 1979, спочатку двічі з командою «Нова Шотландія Вояжерс», а згодом ще двічі з «Мен Марінерс».
Згодом провів два сезони в НХЛ, захищаючи кольори команди «Філадельфія Флаєрс».

## Тренерська кар'єра
У 1991, як головний тренер очолив юніорську команду «Трай-Сіті Амеріканс» (ЗХЛ). 
З 1993 по 1997, як асистент головного тренера працював у клубі «Бінгхемптон Сенаторс» (АХЛ). Згодом ще шість сезонів, як асистент пропрацював у клубі «Гартфорд Вулвс Пек» (АХЛ). У сезоні 2003/04 повернувся до «Бінгхемптон Сенаторс», де перебував на посаді асистента головного тренера ще сім сезонів.
З 2013 головний тренер італійського клубу Пустерталь, власне за цю команду Майк свого часу відіграв три сезони  (1982-1985).

## Статистика НХЛ
| Сезон        | Клуб                 | Ліга         | Регулярний сезон | Регулярний сезон | Регулярний сезон | Регулярний сезон | Регулярний сезон | Плей-оф | Плей-оф | Плей-оф | Плей-оф | Плей-оф |
| Сезон        | Клуб                 | Ліга         | І                | Г                | П                | О                | ШХ               | І       | Г       | П       | О       | ШХ      |
| ------------ | -------------------- | ------------ | ---------------- | ---------------- | ---------------- | ---------------- | ---------------- | ------- | ------- | ------- | ------- | ------- |
| 1979–80      | «Філадельфія Флаєрс» | НХЛ          | 71               | 2                | 18               | 20               | 93               | 19      | 2       | 4       | 6       | 23      |
| 1980—81      | «Філадельфія Флаєрс» | НХЛ          | 72               | 1                | 5                | 6                | 204              | 6       | 0       | 1       | 1       | 11      |
| Усього в НХЛ | Усього в НХЛ         | Усього в НХЛ | 143              | 3                | 23               | 26               | 297              | 25      | 2       | 5       | 7       | 34      |